# The Fresh Air Fiend
The Fresh Air Fiend è un cortometraggio muto del 1910. Il nome del regista non viene riportato nei credit del film prodotto dalla britannica Wrench.

## Trama
La mania di un uomo per l'aria aperta.

## Produzione
Il film fu prodotto dalla Wrench Films, una piccola casa di produzione e di distribuzione attiva nel Regno Unito dal 1908 al 1910 con un catalogo di circa venti film.

## Distribuzione
Distribuito dalla Wrench Films, il film - un cortometraggio di 150 metri - fu presentato nelle sale britanniche nel gennaio 1910. Venne distribuito anche negli Stati Uniti dall'American Kinograph Company: accorpato con il sistema dello split reel con un altro cortometraggio di produzione britannica, la comica The Plumber prodotta dalla Hepworth, uscì il 1º luglio 1910.